# 구펑
구펑(중국어: 谷峰, 병음: Gǔ Fēng, 한자음: 곡봉, 본명: 천쓰원, 본명 한자: 陈思文, 1930년 7월 3일 ~ 2025년 3월 27일)은 중국 상하이시 출신, 홍콩의 배우이다.

## 방송
- 범죄감식반 1

## 영화
- 타이거 맨 (1989년)
- 트웰브 골드 메달리온 (1970년)
- 금의대협 (1970년)
- 소살성 (1970년)
- 혈부문 (1970년)
- 13인의 무사 (1970년)
- 복수 (1970년)
- 돌아온외팔이 (1969년)
- 보표 (1969년)